# اورویل ترنکوئست
اورویل ترنکوئست (انگلیسی: Orville Turnquest؛ (زادهٔ ۱۹ ژوئیه ۱۹۲۹) یک سیاست‌مدار اهل باهاما است.